# Ovikens distrikt
Ovikens distrikt är ett distrikt i Bergs kommun och Jämtlands län. Distriktet ligger omkring Myrviken i västra Jämtland.

## Tidigare administrativ tillhörighet
Distriktet inrättades 2016 och utgörs av Ovikens socken i Bergs kommun.
Området motsvarar den omfattning Ovikens församling hade 1999/2000.

## Tätorter och småorter
I Ovikens distrikt finns en tätort och tre småorter.

### Tätorter
- Myrviken

### Småorter
- Borgen
- Myre
- Oviken